# Auguste Chabaud

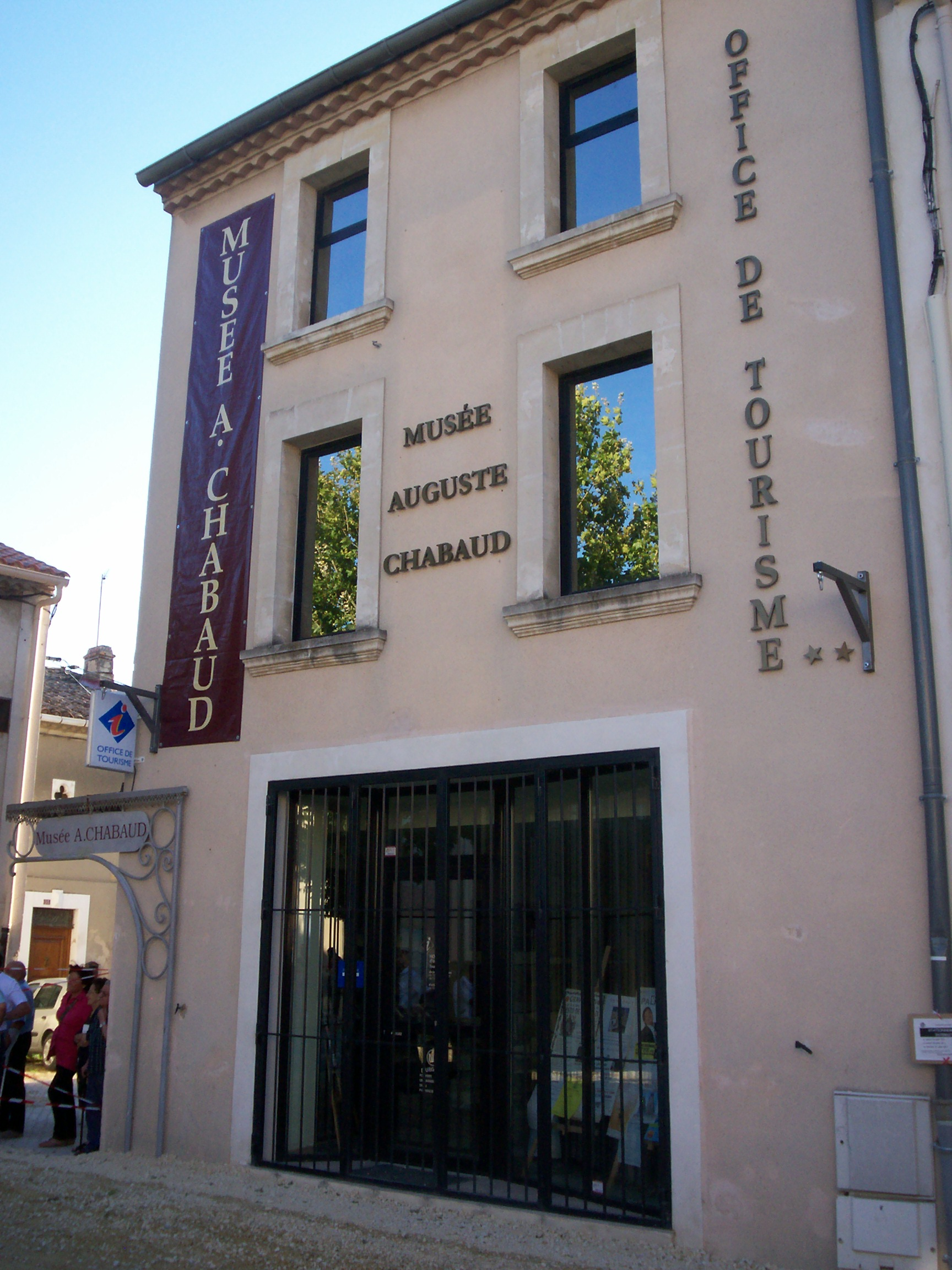
Musée Auguste Chabaud a Graveson (2011)

Auguste Chabaud (Nîmes, 3 ottobre 1882 – Graveson, 23 maggio 1955) è stato un pittore e scultore francese.

## Biografia
All'età di quattordici anni entrò all'Ecole des Beaux-Arts di Avignone. Nel 1899 si recò a Parigi per continuare la sua formazione artistica presso l' Académie Julian e l' École des beaux-arts. Lì conobbe Henri Matisse e André Derain. Nel 1900 tornò, per breve tempo, nella vigna dei suoi genitori nel sud della Francia, perché l'azienda era stata colpita da una crisi.
Nel 1901 fu costretto a lasciare di nuovo Parigi e per assicurarsi il sostentamento lavorò su una nave e conobbe la costa dell'Africa occidentale. Negli anni successivi conobbe la vita notturna parigina. Nel quartiere parigino di Montmartre, dove aveva il suo studio, dipinse varie scene di vita parigina.
La fase cubista di Chabaud iniziò nel 1911, quando iniziò anche a scolpire. Negli anni successivi partecipò a diverse mostre tra cui, nel 1913, a New York, dove le sue opere vennero esposte accanto a quelle di artisti come Matisse, Derain, de Vlaminck e Picasso.
Dopo il suo ritorno dalla prima guerra mondiale, si stabilì a Graveson. Dal 1920 iniziò il suo "periodo blu". Usò il blu di Prussia come unico colore nelle sue opere. Da allora, si concentrò esclusivamente sul sud della Francia. Dipinse scene di vita rurale, contadini, colline e sentieri delle Alpilles. Morì nel 1955 a Graveson.
Nel 1992, il Consiglio regionale della Provenza-Alpi-Costa Azzurra ha aperto in suo onore il Musée Auguste Chabaud.